# Aethes patricia
Aethes patricia es una especie de polilla del género Aethes, categorizada en la tribu Cochylini, de la subfamilia Tortricinae.

## Distribución
Se distribuye por Estados Unidos.

## Taxonomía
Fue descrita por Metzler en 2000 y publicada en (Aethes), Great Lakes Ent. 32 (1999): 185.